# Temporada 1990-91 de los Cleveland Cavaliers
La temporada 1990-91 fue la vigesimoprimera de los Cleveland Cavaliers en la NBA. La temporada regular acabó con 33 victorias y 49 derrotas, ocupando el décimo puesto de la conferencia Este, no logrando clasificarse para los playoffs.

## Elecciones en elDraft
| Ronda | Puesto | Jugador         | Posición | Nacionalidad | Universidad/Club |
| ----- | ------ | --------------- | -------- | ------------ | ---------------- |
| 2     | 52     | Stefano Rusconi | Pívot    | Italia       | Ranger Varese    |

## Temporada regular
| División Central    | División Central | División Central | División Central | División Central | División Central | División Central | División Central | División Central |
| Equipo              | G                | P                | %                | PD               | Casa             | Fuera            | Div              |                  |
| ------------------- | ---------------- | ---------------- | ---------------- | ---------------- | ---------------- | ---------------- | ---------------- | ---------------- |
| y-Chicago Bulls     | 61               | 21               | .744             | —                | 35–6             | 26–15            | 25–5             |                  |
| x-Detroit Pistons   | 50               | 32               | .610             | 11               | 32–9             | 18–23            | 19-11            |                  |
| x-Milwaukee Bucks   | 48               | 34               | .585             | 13               | 33–8             | 15–26            | 16–14            |                  |
| x-Atlanta Hawks     | 43               | 39               | .524             | 18               | 29–12            | 14–27            | 11–19            |                  |
| x-Indiana Pacers    | 41               | 41               | .500             | 20               | 29-12            | 12–29            | 15-15            |                  |
| Cleveland Cavaliers | 33               | 49               | .402             | 28               | 23–18            | 10–31            | 11-19            |                  |
| Charlotte Hornets   | 26               | 56               | .317             | 35               | 17–24            | 9–32             | 8–22             |                  |

## Estadísticas
| Rk | Jugador           | Edad | P  | PT | MP   | TC  | TCI  | %TC  | T3  | T3I | %T3  | TL  | TLI | %TL   | RO  | RD  | RT   | AS   | RB  | TAP | BP  | FP  | PTS  |
| -- | ----------------- | ---- | -- | -- | ---- | --- | ---- | ---- | --- | --- | ---- | --- | --- | ----- | --- | --- | ---- | ---- | --- | --- | --- | --- | ---- |
| 1  | Brad Daugherty    | 25   | 76 | 76 | 38.8 | 8.0 | 15.2 | .524 | 0.0 | 0.0 | .000 | 5.7 | 7.6 | .751  | 2.3 | 8.6 | 10.9 | 3.3  | 1.0 | 0.6 | 2.8 | 2.5 | 21.6 |
| 2  | Larry Nance       | 31   | 80 | 78 | 36.6 | 7.9 | 15.1 | .524 | 0.0 | 0.1 | .250 | 3.3 | 4.1 | .803  | 2.5 | 6.1 | 8.6  | 3.0  | 0.8 | 2.5 | 1.6 | 2.7 | 19.2 |
| 3  | Mark Price        | 26   | 16 | 16 | 35.7 | 6.1 | 12.2 | .497 | 1.1 | 3.3 | .340 | 3.7 | 3.9 | .952  | 0.5 | 2.3 | 2.8  | 10.4 | 2.6 | 0.1 | 3.5 | 1.4 | 16.9 |
| 4  | Craig Ehlo        | 29   | 82 | 68 | 33.7 | 4.2 | 9.4  | .445 | 0.6 | 1.8 | .329 | 1.2 | 1.7 | .679  | 1.7 | 3.0 | 4.7  | 4.6  | 1.5 | 0.4 | 2.0 | 2.5 | 10.1 |
| 5  | Hot Rod Williams  | 28   | 43 | 14 | 30.1 | 4.6 | 10.0 | .463 | 0.0 | 0.0 | .000 | 2.5 | 3.8 | .652  | 2.6 | 4.2 | 6.7  | 2.3  | 0.8 | 1.6 | 1.5 | 2.9 | 11.7 |
| 6  | Darnell Valentine | 31   | 65 | 60 | 28.3 | 3.5 | 7.6  | .464 | 0.1 | 0.4 | .240 | 2.2 | 2.6 | .831  | 0.6 | 2.1 | 2.6  | 5.4  | 1.5 | 0.2 | 1.9 | 2.6 | 9.4  |
| 7  | Danny Ferry       | 24   | 81 | 2  | 20.5 | 3.4 | 7.9  | .428 | 0.3 | 1.0 | .299 | 1.5 | 1.9 | .816  | 1.2 | 2.3 | 3.5  | 1.8  | 0.5 | 0.3 | 1.5 | 2.8 | 8.6  |
| 8  | Chucky Brown      | 22   | 74 | 51 | 20.1 | 3.6 | 6.8  | .524 | 0.0 | 0.1 | .000 | 1.4 | 1.9 | .701  | 1.1 | 1.8 | 2.9  | 1.1  | 0.4 | 0.3 | 1.3 | 1.8 | 8.5  |
| 9  | John Morton       | 23   | 66 | 2  | 18.3 | 1.8 | 4.2  | .438 | 0.1 | 0.2 | .333 | 1.7 | 2.1 | .813  | 0.6 | 0.9 | 1.6  | 3.7  | 0.9 | 0.3 | 1.6 | 1.7 | 5.4  |
| 10 | Gerald Paddio     | 25   | 70 | 22 | 16.9 | 3.0 | 7.2  | .419 | 0.1 | 0.3 | .250 | 1.1 | 1.3 | .796  | 0.5 | 1.1 | 1.7  | 1.3  | 0.3 | 0.1 | 1.0 | 1.0 | 7.2  |
| 11 | Steve Kerr        | 25   | 57 | 4  | 15.9 | 1.7 | 3.9  | .444 | 0.5 | 1.1 | .452 | 0.8 | 0.9 | .849  | 0.1 | 0.6 | 0.6  | 2.3  | 0.5 | 0.1 | 0.7 | 0.9 | 4.8  |
| 12 | Henry James       | 25   | 37 | 4  | 13.6 | 3.0 | 6.9  | .441 | 0.6 | 1.6 | .400 | 1.4 | 1.9 | .722  | 0.7 | 1.4 | 2.1  | 0.9  | 0.4 | 0.1 | 1.0 | 1.6 | 8.1  |
| 13 | Winston Bennett   | 25   | 27 | 13 | 12.4 | 1.5 | 4.0  | .374 | 0.0 | 0.0 |      | 1.3 | 1.7 | .745  | 1.1 | 1.3 | 2.4  | 1.0  | 0.3 | 0.1 | 0.7 | 1.9 | 4.3  |
| 14 | Mike Woodson      | 32   | 4  | 0  | 11.5 | 1.3 | 5.8  | .217 | 0.0 | 0.3 | .000 | 0.3 | 0.3 | 1.000 | 0.3 | 0.3 | 0.5  | 1.3  | 0.0 | 0.3 | 1.3 | 1.8 | 2.8  |
| 15 | Derrick Chievous  | 23   | 18 | 0  | 6.1  | 0.9 | 2.6  | .370 | 0.0 | 0.0 |      | 0.5 | 0.9 | .563  | 0.6 | 0.4 | 1.0  | 0.1  | 0.2 | 0.1 | 0.3 | 0.9 | 2.4  |
| 16 | Miloš Babić       | 22   | 12 | 0  | 4.3  | 0.5 | 1.6  | .316 | 0.0 | 0.0 |      | 0.6 | 1.0 | .583  | 0.5 | 0.3 | 0.8  | 0.3  | 0.1 | 0.1 | 0.4 | 0.6 | 1.6  |

## Galardones y récords
| Jugador        | Galardón |
| Brad Daugherty | All-Star |